# Bièvre (Seine)
Die Bièvre ist ein Fluss in Frankreich in der Region Île-de-France, der in Paris als linker Nebenfluss in die Seine mündet.

## Etymologie
Der Name leitet sich von dem erschlossenen gallischen Wort *bèbros ab, das im Spätlatein in der Form bèber bezeugt ist und mit einer indoeuropäischen Wurzel zusammenhängt, aus der sich auch das deutsche Wort Biber entwickelt hat. Vom Nagetier wurde der Name auf das von ihm bewohnte Gewässer übertragen.

## Verlauf
Der rund 35 Kilometer lange linke Nebenfluss der Seine entspringt im Vallon des Bouviers, einer Talmulde bei Guyancourt in der Nähe von Versailles, und durchquert die Départements Yvelines, Essonne, Hauts-de-Seine und Val-de-Marne im dicht besiedelten Umland von Paris. Ab dem Stadtgebiet von Antony fließt die Bièvre heute unterirdisch weiter und erreicht Paris unter der sogenannten Poterne des Peupliers, einem nach den früher dort wachsenden Pappeln benannten Ausfalltor der ehemaligen Befestigungsanlagen. Die letzten Kilometer ihres Weges legt die Bièvre schließlich durch den Untergrund des 13. und 5. Arrondissement zurück und mündet am Quai d’Austerlitz in das Sammelbecken der Abwasserkanäle der Rive Gauche, das sich seinerseits in das große Hauptbecken der Égouts ergießt, welches schließlich in die Seine entwässert.

## Orte am Fluss
- Guyancourt
- Buc
- Jouy-en-Josas
- Bièvres
- Igny
- Verrières-le-Buisson
- Massy
- Antony
- Fresnes
- L’Haÿ-les-Roses
- Bourg-la-Reine
- Cachan
- Arcueil
- Gentilly
- Paris

## Geschichte
Flussaufwärts blieben die Ufer des Biberflusses, abgesehen von den Holzschlägen der Abteien Saint-Germain-des-Prés, Sainte-Geneviève und Saint-Victor sowie der Kommende Saint-Jean-de-Latran und dem 1686 von Louvois beauftragten Bau des Aquädukts von Buc in der damals königlichen Domäne von Buc, zur Speisung der Fontänen des Schlosses von Versailles, bis ins 18. Jahrhundert nahezu unberührt. Die Bièvre war von zahlreichen Waschhäusern gesäumt, trieb mehrere Mühlen an und durchquerte in Jouy-en-Josas das Gelände der Toile-de-Jouy-Tuchmanufaktur von Christophe-Philippe Oberkampf.
Im vorstädtischen Gebiet, der Banlieue, wurde der mittlere Flusslauf zwischen Antony und Gentilly ab dem Jahr 1900 zuerst nur teilweise kanalisiert (Gentilly) und in den Untergrund verlegt (Arcueil), in den Jahren 1930 (Cachan) bis 1956 (Arcueil) schließlich ganz versenkt und abgedeckt.
Komplexer gestaltet sich die Geschichte des unteren Flusslaufes im heutigen Stadtgebiet von Paris.

## Geologie
Vor dem Quartär (gegenwärtiges Eiszeitalter) floss die Seine durch das Gebiet des heutigen Paris in einem größeren, nach Norden versetzten Bogen, der am Fuß der Hügel von Belleville, Montmartre und Chaillot in etwa dem Verlauf der heutigen Grands Boulevards bis zum Gare Saint-Lazare und der Rues de la Boétie und Marbeuf bis zum Pont de l’Alma folgte. Auf ihrem linken Ufer umrundete die Bièvre die Butte aux Cailles im Westen, bildete im Umfeld der Rue de la Glacière zahlreiche Teiche, wich am unteren Ende der Rue Mouffetard dem später Montagne Sainte-Geneviève genannten Hügel in östlicher Richtung aus. Von dort grub sie ihr Bett über das Gelände des Botanischen Gartens und des Gare d’Austerlitz bis zum Chaillot-Hügel, wo sie in die Seine mündete.
Als die Seine sich im Quartär einen kürzeren Weg über das Flussbett der Bièvre suchte, bildete sich auf dem rechten Ufer zwischen dem alten und dem neuen Flusslauf der Seine das Marais. Der Zusammenfluss der beiden Gewässer, der sich nun auf der Höhe der Rue de Bièvre befand, verlagerte sich im Laufe der Jahrhunderte auf die Höhe des Pont de la Tournelle und schließlich im 12. Jahrhundert in den Bereich der Gare d’Austerlitz. Dabei bildete sich im Umfeld des heutigen Bahnhofes auch auf dem linken Ufer ein Sumpf, der nach und nach durch Flussablagerungen aufgefüllt wurde, doch gilt das Gebiet – so wie das Marais-Viertel – noch heute als hochwassergefährdet.

## Geplante Entwicklungen
Der obere Flusslauf der Bièvre ist ein beliebtes Naherholungsgebiet. In der Vorstadt gehen die Bestrebungen dahin, den Fluss wieder freizulegen und als Coulée Verte in das Netz der begrünten Wander- und Fahrradwege einzubinden. Die erste Strecke mit einer Länge von gut einem Kilometer wurde im Jahr 2000 zwischen Verrières-le-Buisson und Massy eröffnet. Koordiniert wird das Projekt von Syndicat d’Assainissement de la Vallée de la Bièvre in enger Zusammenarbeit mit dem Syndicat Intercommunal d’Aménagement de l’Agglomération Parisienne.